# Melchior von Rechenberg
Melchior von Rechenberg, ab 1611 Freiherr von Rechenberg (tschechisch Melchior z Rechenberku; * 23. Mai 1549 auf Gut Schlawa, Fürstentum Glogau; † 29. Januar 1625) war ein sächsisch-schlesischer Adliger mit umfangreichen Besitz in der Oberlausitz und in Schlesien. Von 1589 bis 1601 war er Landeshauptmann der bis 1763 böhmischen Grafschaft Glatz.

## Leben
Er entstammte einem alten meißnischen Adelsgeschlecht, das mit Apitz de Rechenberc auf Burg Rechenberg erstmals im Jahr 1270 urkundlich erscheint, dessen direkte Stammreihe mit Heinrich von Rechenberg um 1290 beginnt und das ab 1305 im Fürstentum Liegnitz auftritt. Er war der Sohn des Balthasar von Rechenberg (um 1506–1567) und der Anna von Unruh (um 1513–1590).
Von 1573 bis 1575 hielt sich Rechenberg zu Studienzwecken in Italien auf, wo er an der Universitäten Padua, Siena und Bologna immatrikuliert war. Nach der Rückkehr heiratete er in erster Ehe um 1576 auf Gut Kontopp Magdalena von Dyhrn (* um 1558 auf Gut Kontopp; † 14. April 1601). Mit ihr hatte er sechs Kinder, vier Söhne und zwei Töchter. In zweiter Ehe heiratete er am 11. Mai 1604 auf Gut Brodelwitz (Fürstentum Breslau) Magdalena von Haugwitz (* um 1564 auf Gut Brodelwitz). Die Rechenberg und die Haugwitz führen das gleiche Wappen und sollen eine gemeinsame Wurzel haben.
Seit 1578 bekleidete Rechenberg das Amt eines Rats am Böhmischen Appellationsgericht und wurde im selben Jahr in den böhmischen Ritterstand aufgenommen. 1589 stieg er zum Landeshauptmann der Grafschaft Glatz auf. Am 6. Juli 1594 wurde er vom Kaiser Rudolf II. aufgefordert, eine auf drei Jahre festgelegte Steuer von jeweils 1200 Talern von den Glatzer Ständen einzutreiben. Weitere Steuerforderungen erfolgten ab 1596.
Am 13. Februar 1600 bestätigte Rechenberg in Glatz, dass Barbara von Pannwitz, verheiratet mit Adam von Seidlitz auf Mikulowitz, keine weiteren Erbansprüche an ihren Bruder Christoph von Pannwitz habe.
In den konfessionellen Auseinandersetzungen stand er zwar auf Seiten der Lutheraner, versuchte jedoch zwischen den Katholiken und den Lutheranern zu vermitteln. Das kaiserliche Edikt vom 10. Juli 1600, wonach an den elf königlichen Patronatskirchen des Glatzer Landes nur katholische Geistliche einzusetzen seien, behandelte er nur schleppend. Deshalb wurde er 1601 aus seinem Amt entlassen. Das Edikt wurde erst unter seinem Amtsnachfolger Heinrich von Logau umgesetzt, der dem Malteserorden angehörte.
Um 1610 besaß Rechenberg die Herrschaften Schlawa, Wartenberg, Leipe und Windischborau bei Neustädtl, das seit der Mitte des 14. Jahrhunderts ein Stammsitz der Rechenbergs war, alle in Schlesien, sowie Lodenau und Rothenburg in der Oberlausitz.
Rechenberg wurde am 8. November 1611 in Wien in den böhmischen Freiherrnstand mit Namensmehrung „von Klitschdorf und Primbkenau“ und am 12. November 1612 in Prag in den Reichsfreiherrnstand mit Namensänderung „Freiherr zu Klitschdorf und Primbkenau“ erhoben. Schließlich erhielt er am 1. Februar 1621 in Prag den erbländisch-österreichischen Freiherrenstand mit Wappenbesserung als „Freiherr von Warttenbergk“.